# Larimer County
Larimer County ist ein County im Bundesstaat Colorado der Vereinigten Staaten. Es liegt im Norden Colorados an der Grenze zu Wyoming und ist nach William Larimer, dem Gründer von Denver, benannt. Der Verwaltungssitz (County Seat) ist Fort Collins.
Das County wird vom Office of Management and Budget zu statistischen Zwecken als Fort Collins–Loveland, CO Metropolitan Statistical Area geführt.

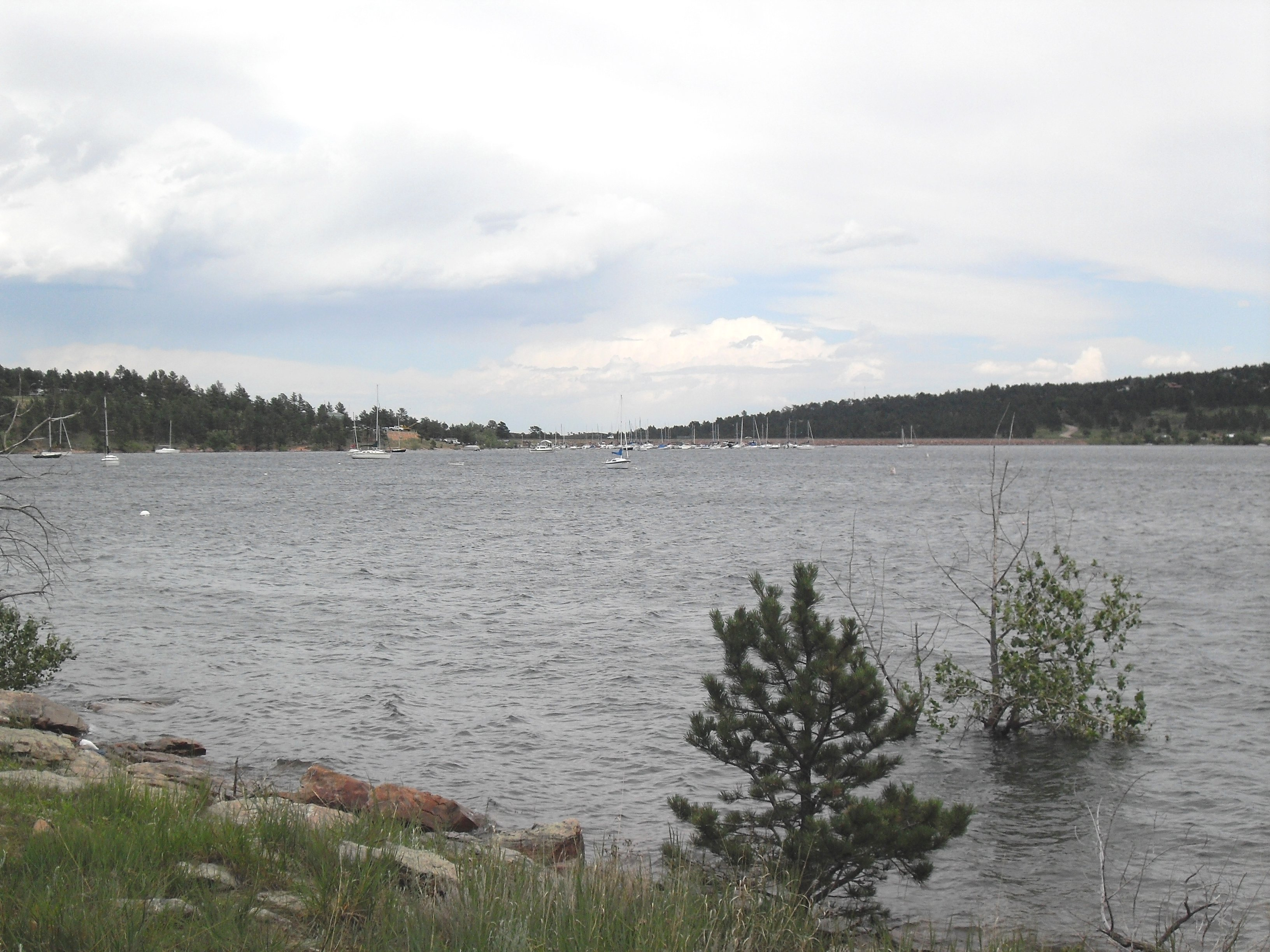
Der Carter Lake

## Geschichte
Das Land wurde vor Ankunft der europäischen Siedler im 19. Jahrhundert von den Ute-Indianern bevölkert. Daneben existierten Siedlungen der Cheyenne und der Arapaho in den Ebenen. Erst als französische Pelzjäger auftauchten, mussten diese weichen.
Das Gebiet kam mit dem Louisiana Purchase schließlich an die Vereinigten Staaten. Mit dem Vertrag von Fort Laramie (1868) zwischen den Siedlern und den Arapaho- sowie Cheyenne begann die Besiedlung des Gebiets durch die Weißen.
Larimer County entstand 1861 als einer der ursprünglichen 17 Bezirke des Colorado-Territoriums. Von Anfang an war umstritten, ob die Medicine Bow Mountains oder die Kontinentale Wasserscheide die Westgrenze des Countys bilden sollten. 1886 bedurfte es einer Entscheidung des höchsten Gerichts Colorados, das schließlich die Wasserscheide als Larimers Grenze festsetzte. 1909 wurde das Land zwischen beiden Höhenzügen dem heutigen Jackson County zugeschlagen. Die Entwicklung des Countys wurde dominiert durch die Errichtung der Denver Pacific Railroad und der agrarökonomischen Wende nach der Großen Depression der 1930er Jahre.
Wie die meisten nördlichen Countys Colorados ist Larimer County eher landwirtschaftlich geprägt. Im äußersten Nordosten des Countys liegt einer der ältesten und besterhaltenen archäologischen Fundplätze Nordamerikas: Der Lindenmeier Site gilt als der beste bekannte Nachweis der Folsom-Kultur prähistorischer Paläoindianer. Die Funde wurden auf 10.800 Before Present (~8850 v. Chr.) datiert.
Nahe Loveland befindet sich das Schutzgebiet Devil’s Backbone Open Space in dem sich Gesteinsformationen aus hartem Dakota Sandstein eindrucksvoll aus der umliegenden Landschaft herausstellen.

## Demografische Daten
Nach der Volkszählung im Jahr 2000 lebten im County 251.494 Menschen. Es gab 97.164 Haushalte und 63.156 Familien. Die Bevölkerungsdichte betrug 37 Einwohner pro Quadratkilometer. Ethnisch betrachtet setzte sich die Bevölkerung zusammen aus 91,44 Prozent Weißen, 0,66 Prozent Afroamerikanern, 0,66 Prozent amerikanischen Ureinwohnern, 1,56 Prozent Asiaten, 0,08 Prozent Bewohnern aus dem pazifischen Inselraum und 3,41 Prozent aus anderen ethnischen Gruppen; 2,19 Prozent stammten von zwei oder mehr Ethnien ab. 8,27 Prozent der Gesamtbevölkerung waren spanischer oder lateinamerikanischer Abstammung.
Von den 97.164 Haushalten hatten 31,7 Prozent Kinder und Jugendliche unter 18 Jahre, die bei ihnen lebten. 53,6 Prozent waren verheiratete, zusammenlebende Paare, 7,9 Prozent waren allein erziehende Mütter. 35,0 Prozent waren keine Familien. 23,4 Prozent waren Singlehaushalte und in 6,3 Prozent lebten Menschen im Alter von 65 Jahren oder darüber. Die Durchschnittshaushaltsgröße betrug 2,52 und die durchschnittliche Familiengröße lag bei 2,99 Personen.
Auf das gesamte County bezogen setzte sich die Bevölkerung zusammen aus 23,8 Prozent Einwohnern unter 18 Jahren, 14,2 Prozent zwischen 18 und 24 Jahren, 30,7 Prozent zwischen 25 und 44 Jahren, 21,8 Prozent zwischen 45 und 64 Jahren und 9,6 Prozent waren 65 Jahre alt oder darüber. Das Durchschnittsalter betrug 33 Jahre. Auf 100 weibliche Personen kamen 99,9 männliche Personen, auf 100 Frauen im Alter ab 18 Jahren kamen statistisch 98,2 Männer.
Das jährliche Durchschnittseinkommen eines Haushalts betrug 48.655 USD, das Durchschnittseinkommen der Familien betrug 58.866 USD. Männer hatten ein Durchschnittseinkommen von 40.829 USD, Frauen 27.859 USD. Das Prokopfeinkommen betrug 23.689 USD. 9,2 Prozent der Bevölkerung und 4,3 Prozent der Familien lebten unterhalb der Armutsgrenze. Darunter waren 6,8 Prozent der Bevölkerung unter 18 Jahren und 4,4 Prozent der Einwohner ab 65 Jahren.

## Sehenswürdigkeiten

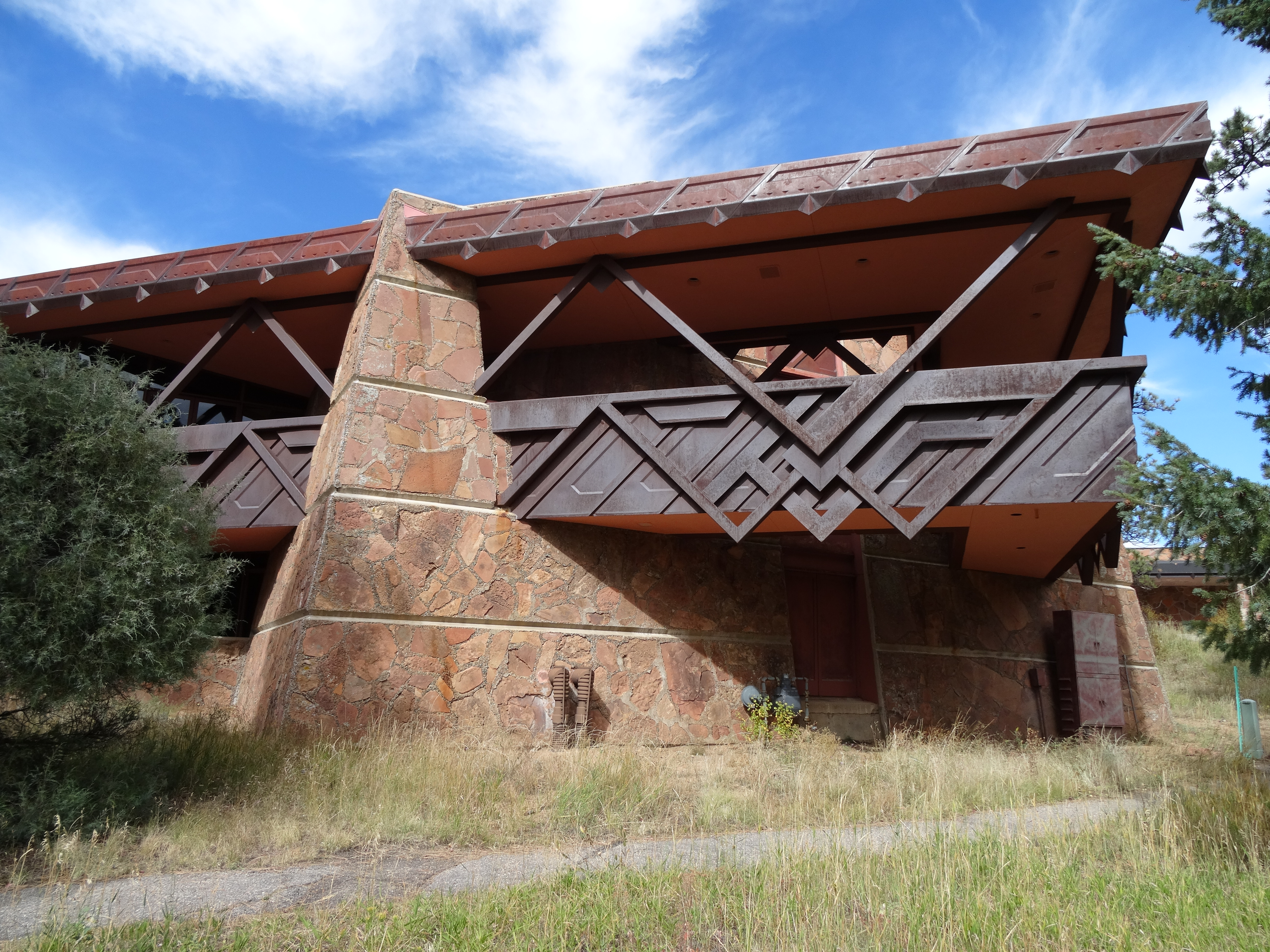
Rocky Mountain National Park Administration Building (2014). Dieses auch als Beaver Meadows Visitor Center bekannte Gebäude wurde im Jahr 1967 durch das Architekturbüro Taliesin Associated Architects errichtet, das durch die Arbeiten von Frank Lloyd Wright erlangt hatte. Im Januar 2001 wurde das Besucherzentrum als ein National Historic Landmark anerkannt.

108 Bauwerke, Stätten und historische Bezirke (Historic Districts) im Larimer County sind im National Register of Historic Places („Nationales Verzeichnis historischer Orte“; NRHP) eingetragen (Stand 10. September 2022), wobei die Lindenmeier Site und das Rocky Mountain National Park Administration Building den Status von National Historic Landmarks („Nationale historische Wahrzeichen“) haben.

## Orte im Larimer County
- Andersonville
- Arrowhead
- Beaver Point
- Bellvue
- Berthoud
- Big Elk Meadows
- Black Hollow Junction
- Box Prairie
- Buckeye
- Buckingham
- Bulger
- Campion
- Cedar Cove
- Drake
- Drakes
- Eggers
- Estes Park
- Fort Collins
- Giddings
- Glen Comfort
- Glen Echo
- Glen Haven
- Glendevey
- Harmony
- Horsetooth Heights
- Idylwilde
- Indian Meadows
- Kelim
- Kerns
- Kings Corner
- Kinikinik
- Laporte
- Little Dam
- Livermore
- Loveland
- Loveland Heights
- Masonville
- McClellands
- Midway
- Mishawaka
- Mountain View
- Norfolk
- Old Roach
- Olympus Heights
- Omega
- Owl Canyon
- Pinewood Springs
- Poudre Park
- Red Feather Lakes
- Redmond
- Rex
- Sinnard
- Spencer Heights
- Timnath
- Trilby Corner
- Waltonia
- Waverly
- Wellington
- Windsor